# 狄奧多·羅斯福國際公路
狄奧多·羅斯福國際公路（英語：Theodore Roosevelt International Highway）是自動車徑時代的一條北美洲橫貫公路，起於美国俄勒冈州波特蘭，終於美國缅因州波特蘭，全線位於美國與加拿大境內，全長约4,060英里（6,530）。

## 簡介
公路起自美國緬因州，在穿過新罕布什尔州的白山山脈與佛蒙特州的綠山山脈後，經渡輪越過尚普蘭湖進入纽约州。公路於尼亚加拉瀑布進入加拿大，並於溫莎離開加拿大。公路於底特律重新進入美國，並經過密西根上半島由密西根州前往明尼蘇達州的杜魯斯。公路隨後經過北达科他州與蒙大拿州。公路隨後再經過爱达荷州北部與华盛顿州的雅基馬，並沿哥倫比亞河抵達俄勒岡州。1926年獲指定的2号美国国道與公路在美國的路段擁有相似的定線，惟不途經兩個波特蘭。公路東段於1935年獲指定為302號美國國道，至今在緬因州仍以“羅斯福徑”（Roosevelt Trail）之名為人所知。
公路的密歇根州段有一條北部環線。在公路介乎圣伊尼亚斯與域菲路之間的路段，北部環線跟隨123號密芝根州州道與28號密芝根州州道的走線，而南部的本線則粗略跟隨今2號美國國道的走線。

## 歷史
公路於1919年1月6日西奥多·罗斯福逝世後獲指定，以紀念狄奧多·羅斯福。公路的密歇根州段於1926年中完工。公路位於蒙大拿州西北部穿越美洲大陆分水岭並途經馬利亞山口的56英里（90）長路段於1930年方完工，而在該段完工前，車輛經大北方鐵路列車來往未通車的路段之間。蒙大拿州於公路全線完工通車的4個月後舉行啓用儀式。“狄奧多·羅斯福國際公路”之名於1926年美國國道系統獲設立後被美國國道編號取代。

## 延伸閲讀
- Skidmore, Max J. . Lanham, MD: Hamilton Books. 2007. ISBN 978-0-7618-3510-3. OCLC 80156759.